# 信州市民新聞グループ
信州・市民新聞グループ（しんしゅう・しみんしんぶんグループ）は、長野県岡谷市に本社を置く岡谷市民新聞社（おかやしみんしんぶんしゃ、商号: 株式会社岡谷市民新聞社）が、諏訪・上伊那地域で発行している地域密着型地方新聞の総称である。日本新聞協会には非加盟。

## 概要
1948年（昭和23年）に岡谷市で市民新聞（現・岡谷市民新聞）を発刊したのがスタート。以後1949年（昭和24年）には湖北新聞（現・下諏訪市民新聞　下諏訪町）、たつの家庭新聞（現・たつの新聞　辰野町）、1953年（昭和28年）には箕輪家庭新聞（現・みのわ新聞　箕輪町）、1966年（昭和41年）諏訪市民新聞（諏訪市）、1971年（昭和46年）茅野市民新聞（茅野市）、1981年（昭和56年）には南箕輪村を対象とする南みのわ新聞がそれぞれ創刊された。
発行元の岡谷市民新聞社が株式会社組織となったのは1956年（昭和31年）である。新聞の題号は7紙とも初代社長の薩摩光三の揮毫。地紋は、岡谷市民新聞、下諏訪市民新聞、諏訪市民新聞、茅野市民新聞は、八ヶ岳の山並みと盛んな産業が描かれている。たつの新聞は、八ヶ岳の山並みと辰野町の有名なホタルが描かれている（みのわ新聞と南みのわ新聞は不明）。
1965年（昭和40年）には鉛活字を使わず、コンピューターオフセット印刷を利用した、当時としては画期的な「CTS=コールドタイプシステム」を日本の日刊新聞として最初に導入。以後、全国の新聞社が多用するきっかけを作るようになる。更に1996年（平成8年）にはデジタルカメラを全面採用するなど、紙面製作のデジタル化をやはり日本で初めてスタートさせた。
紙面体裁は朝刊のタブロイド判。地域・日付により16 - 32ページ立て。テレビ番組面は、グループ傘下7紙共通で中面抜き取り形式で掲載している。諏訪地域・ポータルサイト「トコトコ諏訪」も開設している。
2021年（令和3年）8月31日、茅野市民新聞と南みのわ新聞は休刊した。

## 番組欄
中面右側
- 地上波フルサイズ
  - NHK総合 1
  - NHKEテレ 2
  - テレビ信州 TSB 4
  - 長野朝日放送 abn 5
  - 信越放送 SBC 6
  - 長野放送 NBS 8

中面左側
- フルサイズ
  - テレ東 7
  - LCV-TV121

以前はエルシーブイで配信されていた事もあり、日本テレビ、TBSテレビ、フジテレビ、テレビ朝日が掲載されていたが、2014年7月24日を以って配信終了したため、翌日から以下のように変更となった。また、それに伴い、LCV-TV121はハーフサイズからフルサイズに変更となった。
- ハーフサイズ
  - LCV-TV122
- ラジオハーフサイズ
  - NHKラジオ第1
  - NHKラジオ第2
  - SBCラジオ
  - NHK-FM
  - FM長野
  - LCV-FM769

中面左側の裏面
- BSハーフサイズ
  - BS1 NHK BS
  - BS4K1 NHK BSプレミアム4K
  - BS4 BS日テレ
  - BS5 BS朝日
  - BS6 BS-TBS
  - BS7 BSテレ東
  - BS8 BSフジ
  - BS9 WOWOWプライム 有料
  - BS11 BS11イレブン
  - BS12 BS12トゥエルビ

## 刊行本
- 『カラーグラフ御柱祭（おんばしら） ガイド編』 (1986年3月)
- 『カラーグラフ御柱祭（おんばしら）：昭和61年丙寅年諏訪大社式年造営御柱大祭 山出し編』 (1986年5月)
- 『カラーグラフ御柱祭（おんばしら） 里曳き編』 (1986年5月)
- 『カラーグラフおんばしら ガイド編』 (1998年（平成10年）2月)
- 『カラーグラフおんばしら 山出し編』 (1998年4月)
- 『カラーグラフおんばしら 里曳き編』 (1998年5月)
- 『カラーグラフおんばしら : 平成22庚寅年諏訪大社式年造営御柱大祭 : ガイドブック』 (2009年)
- 『カラーグラフおんばしら : 平成22庚寅年諏訪大社式年造営御柱大祭 山出し編』(2010年)
- 『カラーグラフおんばしら : 平成22庚寅年諏訪大社式年造営御柱大祭 里曳き編』 (2010年)
- 『カラーグラフおんばしら 山出し編』(2010年4月)